# Thomas Bierschenk
Thomas Bierschenk (né le 18 juin 1951 à Linz am Rhein) est un ethnologue et sociologue allemand. Il est professeur de cultures et sociétés africaines à l'Institut d'anthropologie et d'études africaines de l'université de Mayence.

## Biographie
Thomas Bierschenk passe son Abitur au Friedrich-Wilhelm-Gymnasium à Trèves en 1970. En 1977, il termine ses études d'histoire et de sociologie à l'Université de Bielefeld et obtient son doctorat en sociologie en 1983, également dans cette université. Il poursuit sa thèse post-doctorale à l'université libre de Berlin en 1991. Il étudie à l'université de Trèves, au St Peter's College à Oxford, à la London School of Economics, à la School of Oriental and African Studies (SOAS) de Londres, à l'université Bordeaux-Montaigne et à l'Université de Bielefeld.
Avant de venir à Mayence en 1997, Thomas Bierschenk enseigne et fait des recherches à l'université de Georgetown à Washington, D.C., à l'université de Bielefeld, à l'Université libre de Berlin, à l'École des hautes études en sciences sociales (EHESS) à Marseille et à l'université de Hohenheim à Stuttgart. Il est également professeur invité à l'université de Bonn (2001-2002) et à l'université d'Uppsala (2006). En 2007-2008, il était professeur Theodor Heuss à la New School for Social Research de New York.
De 1994 à 1998, Thomas Bierschenk est secrétaire général puis président de l'Association Euro-Africaine pour l'Anthropologie du Développement et du Changement Social (APAD). De 2008 à 2010, il a occupé le poste de président de « l'Association pour les études africaines en Allemagne » e.V. (VAD). Il a été membre du conseil consultatif scientifique du Ministère fédéral de la Coopération économique (BMZ) (2004-2010) et est membre du conseil consultatif éditorial du Zeitschrift für Ethnologie (Berlin) et du conseil consultatif scientifique de la revue Africa Spectrum (Hambourg). Il est également membre du conseil consultatif du programme African Power and Politics de l'Overseas Development Institute (ODI, Londres) et président du conseil consultatif scientifique du « Laboratoire d'études et des recherches sur les dynamiques sociales et le développement local ». (LASDEL, Niamey, Niger). En 2010, il est décoré « Chevalier de l'Ordre National du Bénin » par le gouvernement de la République du Bénin pour ses services à la coopération scientifique germano-africaine.

## Axe de recherche
Ses intérêts de recherche actuels portent sur les pratiques de la fonction publique et des fonctionnaires en Afrique (dans le cadre du projet de recherche international States at Work). (1) « Services publics et fonctionnaires en Afrique de l'Ouest : éducation et justice au Bénin, au Ghana, au Mali et au Niger » et (2) « L'État comme chantier. Fonction publique et fonctionnaires : éducation et justice au Bénin, au Ghana, au Mali et au Niger ». Il est également impliqué dans le projet « Significations du pétrole et du changement social au Niger et au Tchad : un projet de recherche coopérative anthropologique sur les technologies et les processus d'adaptation créative en relation avec la production pétrolière africaine » (coordination : Pr Nicholaus Schareika, Göttingen et Dr Andrea Behrends, Halle).
Il a mené des recherches approfondies sur le terrain dans le Sultanat d'Oman et en Afrique Occidentale et centrale. Les sujets étaient initialement l'impact social de la production pétrolière à Oman, plus tard l'organisation sociale des Peuls en Afrique de l'Ouest et la décentralisation et l'État local en Afrique de l'Ouest et du Centre. Il s'intéresse aussi particulièrement à l'analyse ethnologique du développement.

## Publications (sélection)
- Courtiers en développement. Les villages africaines en quête des projets, Paris, Karthala, 2000, édité avec J.-P. Olivier de Sardan & J.-P. Chauveau.
- Les Pouvoirs au village: le Bénin rural entre démocratisation et décentralisationave, Paris, Karthala, 1998, avec Jean-Pierre Olivier de Sardan.
- (en) States at Work. Dynamics of African Bureaucracies, Leiden, Brill, 2014, édité avec Jean-Pierre Olivier de Sardan.
- (en) « 50 Years of Independence in Africa », Africa Spectrum, Hambourg, GIGA, vol. 45 (3),‎ 2010, édité avec Eva Spies.
- (en) « Democratisation without development: Benin 1989–2009 », International Journal of Politics, Culture, and Society, 22 (3),‎ 2009, p. 337–357.
- (en) The Every-day Functioning of an African Public Service: Informalization, Privatization and Corruption in Benin’s Legal System, vol. 57, 2008, p. 101–139.
- (en) Islam und Entwicklung in Afrika, Cologne, Köppe, 2007, édité avec Marion Fischer
- (en) « Powers in the Village. Rural Benin between democratisation and decentralisation », Africa, vol. 73,‎ 2003, p. 145–173, avec Jean-Pierre Olivier de Sardan.
- (de) Ethnologie im 21. Jahrhundert, Berlin, Reimer, 2013, édité avec Matthias Krings et Carola Lentz.
- (de) Afrika seit 1960. Kontinuitäten Brüche, Perspektiven, Cologne, Köppe, 2012, édité avec Eva Spies.